# Karel Egon II van Fürstenberg
Karel Egon II (Praag, 28 oktober 1796 - Bad Ischl, 22 oktober 1854) was van 1804 tot 1806 de laatste soevereine vorst van Fürstenberg en later een Badens staatsman.

## Leven
Hij was de zoon van Karel Jozef Aloysius van Fürstenberg (1760-1799) en Marie Elisabetha Alexandrina von Thurn und Taxis (1767-1822), dochter van Alexander Ferdinand von Thurn und Taxis. In 1799, het jaar waarin zijn vader sneuvelde, erfde hij van zijn neef Karel Gabriël Maria Jozef Fürstenberg-Pürglitz. Met de dood van Karel Joachim erfde hij in 1804 ook Fürstenberg-Fürstenberg. Aangezien hij minderjarig was, regeerde zijn moeder als regentes. Zij trad in 1806 niet toe tot de Rijnbond en het vorstendom werd daarop op bevel van Napoleon gemediatiseerd. Het land viel sindsdien onder de soevereiniteit van Baden, Württemberg en Hohenzollern-Sigmaringen.
Karel Egon studeerde van 1811 tot 1813 in Freiburg im Breisgau en Würzburg. In 1814 begeleidde hij Karl Philipp zu Schwarzenberg als ordonnansofficier naar Parijs, maar hij verliet na het einde van de napoleontische oorlogen het leger. In de jaren die volgden wijdde hij zich aan landbouw en liefdadigheid. Zo stichtte hij onder meer een ziekenhuis in Donaueschingen, een blindeninstituut in Neidingen en een instituut voor verwaarloosde kinderen.
Hij nam in 1817 het bestuur van zijn goederen over van zijn moeder. Een jaar later trad hij in het huwelijk met Amalia van Baden, een dochter van groothertog Karel Frederik. Als Badens staatsman bemiddelde hij op de landdag van 1831 tussen zijn zwager groothertog Leopold en het volk en sprak hij zich uit voor een gematigd liberalisme. Hij speelde een belangrijke rol als voorzitter van de Eerste Kamer, maar viel als liberaal tijdens de Maartrevolutie (1848/1849) ten prooi aan laster. Na het dempen van de opstand nam hij nog eenmaal deel aan de landdag, maar nam daarna ontslag. Hij leefde daarop afwisselend in Bohemen, Wenen en Berlijn. Hij was voorts een groot muziekliefhebber. In zijn kapel dirigeerden Conradin Kreutzer en Jan Václav Kalivoda. Hij stierf in 1854.

## Kinderen
Uit Karel Egons huwelijk met Amalia van Baden werden de volgende kinderen geboren:
- Marie Elisabeth Louise Caroline Amalia Leopoldine Wilhelmina Maximiliane (1819-1897)
- Karel Egon III Leopold Maria Willem Max (1820-1892), gehuwd met Elisabeth van Reuss oudere linie, dochter van Hendrik XIX.
- Maria Amalia Sophie Wilhelmina Christina Carolina Eulalia (1821-1899), gehuwd met Viktor von Ratibor und Corvey zu Hohenlohe-Schillingsfürst
- Max Egon I Christiaan Karel Johan Nepomuk (1822-1873)
- Marie Henriëtte Eleonore Sophie (1823-1834)
- Emile Egon Maximiliaan Frederik Karel Leopold Willem Frans (1825-1899), gehuwd met Leontine von Khevenhüller-Metsch
- Pauline Wilhelmina Caroline Amalia (1829-1900), gehuwd met Hugo zu Hohenlohe-Oehringen

- Gemeinsame Normdatei: 118694146
- International Standard Name Identifier: 0000 0000 5536 2181
- Nationale Bibliotheek van Tsjechië: jx20080201001
- Virtual International Authority File: 77110248
- WorldCat: E39PBJkHrbCGhgqKm7xhgD9hpP